# Acutacris viridis
Acutacris viridis är en insektsart som beskrevs av Vitaly Michailovitsh Dirsh 1965. Acutacris viridis ingår i släktet Acutacris och familjen Eumastacidae. Inga underarter finns listade i Catalogue of Life.